# Боженцин-Дужий
Боженцин-Дужи (пол. Borzęcin Duży) — село в Польщі, у гміні Старі Бабиці Варшавського-Західного повіту Мазовецького воєводства.
Населення — 1392 особи (2011).

## Демографія
Демографічна структура станом на 31 березня 2011 року:
|          | Загалом | Допрацездатний вік | Працездатний вік | Постпрацездатний вік |
| -------- | ------- | ------------------ | ---------------- | -------------------- |
| Чоловіки | 691     | 154                | 474              | 63                   |
| Жінки    | 701     | 154                | 409              | 138                  |
| Разом    | 1392    | 308                | 883              | 201                  |